# 人類資金
『人類資金』（じんるいしきん）は、福井晴敏の書き下ろし小説、またそれを原作とする日本映画。

## 概要
M資金をめぐる陰謀と戦いを活写した作品。小説は2013年7月から講談社文庫で刊行され、全7巻で完結。
2005年、映画『亡国のイージス』で福井と阪本順治が原作者と監督として出会ったことが小説を書き下ろすこととなった発端である。阪本が長年温めていたテーマである「M資金」を題材に再びタッグを組むことを福井に提案した。一方、福井もかつてデビュー前の習作で「M資金」を描いていたことからこの提案に共鳴し、小説と映画の連動企画として動き出すこととなった。
原作付きの映画は通常、映画の完成前にある程度小説は完成しているが、本作は福井が映画製作に深く携わってから小説に着手したため、第1、2巻の刊行後も全7巻ある小説を同時並行で執筆し、月刊ペースで刊行していく形となった。映画版は2013年10月に公開されるため、同じプロットを基に、小説と映画で二つストーリーを作ったという。
福井作品の多くは、各作品の世界観が共通しているのが特徴で、時系列的には本作は2011年に出版された「震災後」の続編ということにはなる。しかし物語は各作品とも基本的に独立している。

## 用語
財団
M資金を管理運営する組織。正式名称は「日本国際文化振興会（JIC）」。前身は「日本国際経済研究所」であり、最も古い名前は「日米親善連合会」。
傘下のヘッジファンドが世界各国に展開している。
防衛省情報局
防衛省内に存在する日本の秘匿防諜機関。作中では「市ヶ谷」というあだ名で呼ばれることが多い。
本作の原作者の執筆する作品の多くに同一の組織が登場しており、作者の描く各作品の世界観が共通していることを表す存在の一つでもある。
詳しくは「防衛庁情報局」の記事を参照。
E機関
かつてGHQ内に存在した特務工作機関。
アポトーシス
財団のイントラにサイバー攻撃を仕掛けたコンピュータウィルス。
別作品「川の深さは」「Twelve Y. O.」に登場するアポトーシス型のコンピュータウィルスと同タイプ。

## 登場人物
真舟雄一
詐欺師。企業相手にM資金をネタにした架空の融資を持ちかける詐欺を専門とする。
M
ITベンチャー「アイネーク・イェーナ」の社主。真舟に“ある計画”を持ちかける。
本庄一義や高遠美由紀とは旧知の仲。
物語中盤にて、彼の正体が明らかになっている。
石優樹
Mの腹心。Mに対して強い忠誠心を抱いている。近接格闘術や銃の扱いに長けており、6ヶ国語を話せる。
また、公安警察が重要人物としてマークしてるなど、謎が多い人物。
物語中盤において、彼の出自が明らかになっている。
本庄一義
日本銀行の金融市場課長。石と共にMの計画に協力している。
Mや高遠美由紀とは旧知の仲。
高遠美由紀
防衛省内の秘匿機関である「防衛省情報局」の局員であり、M資金事案を担当する資産管理室に所属する。階級は一尉。財団の理事を父に持つ。
Mや本庄一義とは旧知の仲。
笹倉暢彦とも子供の頃からの馴染みである。
津山利一
詐欺師であり、真舟の師匠。M資金の本質に近づいたことをキッカケに事故に見せかけて、暗殺される。
沖山秀次
詐欺師であり、真舟や津山とは旧知の仲。情報収集能力に秀でており、旧ソ連のスパイだったという噂がある。
笹倉雅実
元帝国陸軍の大尉であり、陸軍中野学校の出身者。軍の隠し資産である莫大な金塊（後のM資金）を同じ陸軍中野学校出身者達と共に日銀の地下倉庫から盗み出し、隠匿する。
後に財団の初代理事長となり、戦後日本の復興の要として「伊豆の総理」と呼ばれることになる。また、防衛省情報局の前身である治安情報局設立にも携わった。
かつて《南方の地で出会った“神”》との出会いが、その後の彼の運命を大きく左右する。
笹倉暢彦
笹倉雅実の長男。財団の現・理事長であり、投資コンサルタント会社「イーキャップ・インベストメント」の代表取締役。
笹倉博司
笹倉雅実の次男。ロッキード事件の主犯格と目される元総理の派閥に属する若手議員だったが、事件過中に不審死する。
笹倉雅彦
笹倉暢彦の長男。衆議院議員の私設秘書だったが、25年前に架空融資詐欺の主犯と目され、警察の事情聴取後に自殺した。
酒田忠
大阪のヤクザの三次団体、「酒田組」の組長。
鵠沼英司
ロシアのサンクトペテルブルクの財団直轄のヘッジファンド「ベタプラス」マネージャー。
ハロルド・マーカス
ローゼンバーグ銀行ニューヨーク支店役員。ローゼンバーグ財閥においてM資金の管理運営を行う。
遠藤治
ローゼンバーグ財閥直轄の清算人（＝暗殺者）。
ハリー・遠藤
「E機関」というGHQ特務工作機関の長。第二次世界大戦中はアメリカ海軍情報局（ONI）所属で、日本国内にてスパイ活動をしていた。
日系二世。遠藤治の祖父。
笹倉雅実たち「陸軍中野学校」出身者達と共に、日銀から金塊を盗み出した。
局長
「防衛省情報局」のトップ。作者が過去に執筆した「亡国のイージス」「C-blossom case729」「震災後」に登場する渥美大輔と同一人物と思われる。
内事本部長
「防衛省情報局」の内事部の統括者。正規の自衛官出身で、自衛官時代に培った民主党とのコネを買われて内事本部長に就任した。
特別資産管理室長
「防衛省情報局」の内事部特別資産管理室の責任者。高遠美由紀の上官に当たる。

## 書籍情報
講談社文庫
- 人類資金I 2013年8月 ISBN 978-4-06-277617-2
- 人類資金II 2013年8月 ISBN 978-4-06-277618-9
- 人類資金III 2013年9月 ISBN 978-4-06-277619-6
- 人類資金IV 2013年10月 ISBN 978-4-06-277683-7
- 人類資金V 2013年12月 ISBN 978-4-06-277712-4
- 人類資金VI 2014年2月 ISBN 978-4-06-277767-4
- 人類資金VII 2015年7月 ISBN 978-4-06-277904-3
- 限定版 人類資金VII 2015年7月 ISBN 978-4-06-293132-8
  - 特別付録 人類資金0

## 映画
2013年10月19日公開。製作プロダクション・КИНО最後の作品。
丸の内ピカデリー2、新宿ピカデリー他全国260スクリーンで公開され、2013年10月19日、20日の初日2日間で興収1億769万8,800円 動員8万9,230人になり映画観客動員ランキング（興行通信社調べ）で初登場第4位となった。最終興収は4.17億円。
『映画芸術』2013年日本映画ベストテン＆ワーストテンではワースト4位、雑誌『映画秘宝』が発表した2013年度の映画に対するワーストランキング「HIHOはくさいアワード」では9位と評価された。

### キャスト
- 真舟雄一 - 佐藤浩市
- M（笹倉暢人） - 香取慎吾
- 石優樹（セキ・ユーキット） - 森山未來
- 高遠美由紀 - 観月ありさ
- 本庄一義 - 岸部一徳
- 鵠沼英司 - オダギリジョー
- 酒田忠 - 寺島進
- 辻井 - 三浦誠己
- 笹倉雅実 - 松崎謙二
- 黒瀬 - 橋本一郎
- 武井 - 伊藤紘
- 秋葉 - 信太昌之
- 台湾の投資家 - 侯偉
- お付きの通訳 - 原田麻由
- 権藤 - 芹沢礼多
- 若松 - 川屋せっちん
- 真舟の父 - 峰蘭太郎
- 内閣官房長官 - 重松収
- 偽造屋の男 - 磯貝龍虎
- 偽造屋の女 - 高良光莉
- 家政婦 - 菅原あき
- 暢彦の秘書 - 進藤健太郎
- 実務担当者 - 鎌倉太郎
- 笹倉雅彦 - 村上新悟
- 中国船の船員 - 辛島陽一
- 募金箱の大学生 - 伊藤孝太郎
- 遠藤の部下 - Walter Roberts
- NNCキャスター - Nejat Shanino
- 軍司令官 - 塚本幸男
- ニュースキャスター - 相内優香（テレビ東京）
- 仕手筋たち - 笠松伴助、山岡一、安藤岳史、松原征二、河本タダオ、松原末成、岡部尚、康本将輝、大須賀王子、半田浩平、太田正一、我宮大凱
- 美由紀の部下たち - 西尾健、徳山洋、石川幸生、青木哲也、塚田知紀、藤井祐伍
- 雅実の部下たち - 花田裕二郎、松浦康太、飯伏将人、佐々木直樹、山上遊、城下達也、窪田真也、鹿江勇太、横尾一海、宮澤遼平、山崎貴司、吉川和也、西本宙樹
- その他 - 藤井俊輔、関口あきら、久保山智夏、三浦清光、寺田浩子、齊藤あきら、吉野晶、鈴木美智子、重村佳信、鈴木花音、富永凌平、鈴木暉大、阿久津紘平
- ベタプラスの社員 - Tatiana Starodubova、Roman Rukusa
- セルゲイの娘 - Anna Nazarchuk
- ロシア人マフィア - Oleg Konstantinov、Yuri Zolotarev
- カペラの少年 - Somboon Kaewmuan
- 村長 - Somsak Silpakanikanan
- 幼少の石 - 山口由眞
- 南米の少年 - Tripake Lemsan
- トレーダー - Andy Francis
- ゲートの黒人 - Carlin Dawson
- 国連職員 - Dan Goldstein、Allan Walker
- ごつい男 - Kobie Jackson
- タクシードライバー - Reggie Green
- 国連議長 - Kerry Clark
- 在米カペラ人 - Takahiko Katayama
- セルゲイ - Vadim Zamaraev
- ペトロフ - Alexandr Zaporozhets
- 北村 - 石橋蓮司
- ハリー遠藤 - 豊川悦司
- 遠藤治 - ユ・ジテ
- ハロルド・マーカス - ヴィンセント・ギャロ
- 笹倉暢彦 - 仲代達矢

### スタッフ
- 監督 - 阪本順治
- 脚本 - 福井晴敏、阪本順治
- プロデューサー - 椎井友紀子
- 協力プロデューサー - 池田史嗣、武部由美子
- 製作代表 - 木下直哉、秋元一孝、井澤昌平、入江祥雄、藤岡修、小佐野保、クリストファー・フライ、宮本直人
- 撮影 - 笠松則通
- 照明 - 岩下和裕
- 美術 - 原田満生
- 録音 - 照井康政
- 編集 - 早野亮
- 衣装 - 岩崎文男
- メイク - 豊川京子
- スクリプター - 今村治子
- アクションコーディネーター - 諸鍛冶裕太
- カースタント - 炭竃浩司
- 音楽 - 安川午朗
- VFX - デジタル・フロンティア
- 企画 - КИНО
- 制作プロダクション - КИНО、キノフィルムズ
- 配給 - 松竹
- 製作 - 「人類資金」製作委員会（木下グループ、松竹、テレビ東京、講談社、ハピネット、ギークピクチュアズ、GYAO、クロスメディアインターナショナル、КИНО）